# Елисеевка (Смоленская область)
Елисеевка — деревня в Руднянском районе Смоленской области России. Входит в состав Казимировского сельского поселения. Население — 8 жителей (2007 год).
Расположена в западной части области в 9 км к юго-востоку от Рудни, в 7 км южнее автодороги А141 Орёл — Витебск. В 6 км севернее деревни расположена железнодорожная станция О.п. 450-й км на линии Смоленск — Витебск.

## История
В годы Великой Отечественной войны деревня была оккупирована гитлеровскими войсками в июле 1941 года, освобождена в октябре 1943 года.